# 梁藹如
梁藹如，字远文，号青崖，廣東順德府杏坛镇麦村人，清朝政治人物、進士出身。
嘉慶十九年（1814年），登進士，授內閣中書，建有。有侄梁九图。